# Àcid glicocòlic
L'àcid glicocòlic procedeix de l'àcid còlic (un dels àcids biliars) conjugat amb l'aminoàcid glicina.
Aquest àcid amb sodi i potassi dona lloc a una de les sals biliars. A més, és un àcid feble emprat en el desencalcinament de les pells. És un detergent eficaç.